# Імпліцитна пам'ять
Імпліцитна пам'ять (від лат. implicitus — «згорнутий, закритий») або прихована пам'ять — тип пам'яті, що забезпечує використання інформації, отриманої на основі неусвідомлюваного минулого досвіду. Іншими словами, неусвідомлювана пам'ять, на відміну від експліцитної — усвідомлюваної. Дослідним підтвердженням існування імпліцитної пам'яті вважають явище фіксування установки (ефект передування), коли суб'єкт, що спостерігається,  успішніше вирішує завдання, до яких він був підготовлений в попередньому неусвідомлюваному досвіді.
Експерименти Джона Кільстрема з семантичним фіксуванням установки показали, що постгіпнотична амнезія порушує епізодичну, але не семантичну пам'ять. Це показує відмінність імпліцитної і експліцитної пам'яті.
Імпліцитна пам'ять незалежна від експліцитної пам'яті. Пов'язаними з концепцією імпліцитної пам'яті є поняття несвідомої пам'яті і неусвідомлюваної пам'яті.